# Hormel
Hormel Foods Corporation är ett amerikanskt livsmedelsföretag grundat 1891 av George A. Hormel som George A. Hormel & Company. Det har sitt huvudkontor i Austin, Minnesota. Företaget bytte namn till Hormel Foods år 1993.

### Fotnoter
1. ↑  hämtat från: engelskspråkiga Wikipedia.[källa från Wikidata]